# Кораблёв, Виктор Николаевич
Виктор Николаевич Кораблёв (16 октября 1982, Волжск, Марийская АССР, РСФСР, СССР) — российский, борец греко-римского стиля, чемпион Европы.

## Карьера
В январе 2005 года в Саранске стал бронзовым призёром чемпионата России. В апреле 2005 года в болгарской Варне одолев в финале армянина Романа Амояна стал чемпионом Европы. В июле 2006 года в Москве стал бронзовым призёром Гран-при Ивана Поддубного. Завершил спортивную карьеру в 2007 году.

## Спортивные результаты
- Чемпионат России по греко-римской борьбе 2005 — ;
- Чемпионат Европы по борьбе 2005 — ;
- Чемпионат мира среди студентов 2006 — ;
- Гран-при Ивана Поддубного 2006 — ;

## Личная жизнь
Окончил Российский государственный университет физической культуры, спорта, молодёжи и туризма по специальности: физическая культура и спорт.